# Celeste Poma
Celeste Poma (Voghera, 10 novembre 1991) è una pallavolista italiana.
Gioca nel ruolo di libero nella Pallavolo Mondovì.

## Carriera
La carriera di Celeste Poma inizia nel 2004 quando entra a far parte delle giovanili della Pallavolo Villanterio Pavia: nella stagione 2006-07 viene promossa in prima squadra, partecipando al campionato di Serie A2; fa inoltre il suo esordio in Serie A1 nella stagione 2008-09 a seguito della promozione ottenuta dalla squadra nell'annata precedente.
Nella stagione 2011-12 passa alla neo-promossa Parma Volley Girls, ma nella stagione successiva, a seguito del fallimento della società, torna nuovamente nel club di Pavia, nella serie cadetta. Dopo la chiusura del Pallavolo Villanterio, nella stagione 2014-15 passa nella neonata squadra del Pavia Volley, sempre in Serie A2.
Nell'annata 2015-16 viene ingaggiata dalla Futura Volley Busto Arsizio in Serie A1, mentre in quella successiva ritorna nella serie cadetta per vestire la maglia della neopromossa Pallavolo Mondovì.